# Zatoka Inglefielda
Zatoka Inglefielda (duń. Inglefield Bredning) – zatoka u północno-zachodnich wybrzeży Grenlandii w pobliżu miejscowości Qaanaaq, w gminie Qaasuitsup. Jest położona ok. 1287 km. (800 mil) na południe od bieguna północnego. W jej wewnętrznej części znajduje się lodowiec Tracy Glacier, który w ciągu ostatnich 40 lat cofnął się o około 10 kilometrów.

## QASITEEX. Badania klimatyczne w zatoce
Kształtowanie się lodu na powierzchni fiordu zależy w dużej mierze od subtelnej równowagi pomiędzy niską temperaturą powietrza a cieplejszymi wodami. Jakiekolwiek zmiany klimatyczne mogą mieć niebagatelny wpływ na życie mieszkańców Qaanaaq. Obszar zatoki został bardzo słabo zbadany i stanowi przedmiot zainteresowań badaczy i naukowców w ramach projektu o nazwie Qaanaaq Sea Ice Temperature Experiment (QASITEEX) z siedzibą w Qaanaaq, pod auspicjami Centrum Badań Klimatycznych Grenlandii (Greenland Climate Research Centre). Celem tego projektu jest m.in. stworzenie satelitarnej mapy temperatur na powierzchni lodu oraz zasolenia wody pod nim. Naukowcy współpracują także z miejscowymi myśliwymi.

## Klimat
Na tej szerokości geograficznej panuje klimat polarny. Średnie temperatury w okolicy Qaanaaq wynoszą: ok. 4 °C (-1 °C w nocy) w lipcu oraz -25 °C (-33 °C w nocy) w lutym i marcu.